# Lac des Vents
Lac des Vents är en sjö i Kanada.   Den ligger i regionen Nord-du-Québec och provinsen Québec, i den östra delen av landet, 500 km norr om huvudstaden Ottawa. Lac des Vents ligger 354 meter över havet. Arean är 33 kvadratkilometer. Den sträcker sig 7,5 kilometer i nord-sydlig riktning, och 15,2 kilometer i öst-västlig riktning.
Trakten runt Lac des Vents är nära nog obefolkad, med mindre än två invånare per kvadratkilometer.